# ベールの戦い
ベールの戦いは（ベールのたたかい、フランス語：Bataille de Ber）、マリ北部紛争中、トンブクトゥ圏ベールで発生したアザワド独立派同士の戦闘。

## 経過
2013年4月21日（日曜日）、トンブクトゥの軍事筋によるとベール（fr:Ber (Mali)）の町は正体不明の武装集団と地元武装集団が対決し、それに続いてMAAによる攻撃であることが明らかとなる。
MAAのスポークスマンによると、戦いはMNLA戦闘員に対して実行された。AFP通信の取材によれば、これはフランスが提案した提携の再開を意味している。「我々はベールの町を確保した。我らは武装勢力を排除し、日曜日以降町を支配下に置く。我らはテロや麻薬密売人との戦いでフランスやアフリカ諸国と共闘したい」。
地元関係者によると、この衝突で少なくとも15歳の少女と老人の民間人2人が負傷する。フランス軍はこれに介入しなかったが、夜間に航空機1機が町の上空を飛行している。
その後MAAは町を離れるが、しかし4月25日にMAAの武装ピックアップトラック14台が郊外に配置されたままであった。スポークスマンは「我々は略奪者の侵入を防ぐため町への出入りを監視する」とした。